# Spichrz przy ul. Mostowej 2 w Toruniu
Spichrz przy ul. Mostowej 2 w Toruniu – spichrz barokowy pełniący funkcję hotelu, zbudowany sprzed 1703 roku, znajdujący się przy ulicy Mostowej w Toruniu. Był on przebudowywany w latach 1871 i 1888. Naprzeciwko budynku znajduje się Spichrz Szwedzki. Budynek figuruje w gminnej ewidencji zabytków (nr 491).